# T'odio, amor meu
T'odio, amor meu és una obra de teatre musical de la companyia Dagoll Dagom de 1995, L'espectacle reflecteix d'una manera còmica i satírica les relacions humanes des del punt de vista femení a través d'escenes dels relats de Dorothy Parker i les cançons de Cole Porter.
El guió és obra de Joan Lluís Bozzo, Anna Rosa Cisquella i Miquel Periel, i la música té arranjaments de Joan Vives Sanfeliu. Es va estrenar el 10 de gener de 1995 al Teatre Victòria de Barcelona, amb direcció de Joan Lluís Bozzo i direcció musical de Joan Vives.

## Argument

### Acte 1
L'espectacle obre amb "Et porto sota la pell". A escena apareix un grup de dones, cada una dins el seu propi espai teatral, esperant la trucada del seu estimat. A mesura que s'allarga l'espera, les dones van perdent el seny fins a afirmar que odien al seu amor. Aquesta idea del telèfon anirà servint d'interludi entre escenes.
L'escena canvia i ens trobem dins un bar, on l'Edie està cantant "T'odio, amor meu". Al mateix bar, en Jota, un gigoló demana per ballar a la Lily i, tot i que ella no en té ganes, no sap com negar-s'hi, surten a la pista i ballen fins que ella acaba exhausta. Mentrestant, la Sissi i el seu amic semblen coquetejar, però la conversa acaba derivant l'enveja que sent ella per l'atenció que rep l'Edie.
La següent escena se situa dins un tren. Una parella de noucasats, l'Oscar i l'Emma està de lluna de mel i parlen sobre la seva boda i el seu futur com a matrimoni. Ella li recrimina que a ell no li agradi la seva família i comencen a discutir, però abans que la cosa vagi a més, decideixen no barallar-se mai l'un amb l'altre. Inevitablement, però, acaben discutint per coses insignificants, com el barret que duu ella. De nou, tornen a prometre's no discutir i es diuen tot el què és l'un per l'altre (Tu ho ets tot).
La Mona parla per telèfon amb el seu estimat, en Jota, que és lluny, mentre ell intenta acabar la conversa, ja que arriba la seva amant, la Lily, a l'habitació de l'hotel. L'amant, li assegura que es mereix algú millor que les seves "amigues" i comença a criticar-les, intentant reafirmar-se com a la seva millor amant. De cop, sona el telèfon i és una de les seves amants. Això fa que la Lily es posi gelosa i l'amenaça amb marxar, tot i no voler. Quan semblava que es reconcilien de nou, torna a sonar el telèfon una vegada i una altra. Finalment, ella marxa furiosa. Els telèfons, però no deixen de sonar (Sóc un gigoló).
A la següent escena, l'Edie rep la trucada del seu home anunciant-li que ha rebut un permís i que podran estar junts durant vint-i-quatre hores. Quan penja, apareixen les dones a escenes recomanant-li que aprofiti el poc temps que tenen junts i no es queixi ni del poc temps que estaran junts ni de com se sent ella (Des d'aquest moment). Quan ell arriba, l'Edie intenta que tot siguin perfecte, però ell li confesa que els han retirat els permisos i comença a perdre els nervis. Intenta mantenir la calma, però va saltant per qualsevol cosa i acaba confessant-li com de sola està des que ell ha marxat. Finalment, però, ell decideix anar a prendre un bany i ella li recrimina que malgasti el poc temps que els queda junts. Ell marxa i ella torna a quedar-se sola (Cada cop que em dius adéu).
L'acte acaba amb tota la companyia cantant "Au, fem-ho!", una cançó sobre fer l'amor.

### Acte 2
La segona part comença amb "Dia i nit". Quan acaba, es veu que seguim amb el joc de les trucades, on una de les dones segueix esperant que el seu amor la truqui.
La següent escena presenta l'amic de la Sissi que es desperta ressacós després d'una nit de festa. La Sissi, que és allà amb ell, li comença a explicar tot el que va fer la nit anterior: va lligar amb la dona d'un amic seu, no parava de cantar, refusava tot el menjar, li va dir a un vell d'una altra taula que no li agradava la seva corbata, va caure al mig del carrer... Llavors ella li comenta el seu viatge en taxi, del qual ell no recorda res, però la Sissi li canta tot el que li va dir durant el trajecte (Tant d'amor). Ell evidentment se'n penedeix, però no s'atreveix a dir-li, ja que ella n'està bojament enamorada. Intenta escapar, però ella no li permet, i intenta explicar-li que no és bo per ell (No és bo per mi).
La següent història presenta la Mona, que porta temps al llit després d'un col·lapse nerviós, però ella només diu que està malalta; i la seva amiga, l'Emma, que intenta extreure-li informació mentre es compadeix d'ella. Aquesta compassió, però acaba convertint-se en un seguit de retrets per l'estil de vida que està portant, ja que encara no està casada. Finalment, li confessa que el seu home, en Jota, ha marxat de viatge i encara no ha tornat. Mentre la conversa avança, es descobreix que el seu home no és de viatge, sinó que l'ha abandonada per una altra. L'Emma l'intenta convèncer perquè passi pagina i s'oblidi d'aquest home, però ella és incapaç de deixar de pensar en ell (Tota la nit).
Tornem a veure les dones esperant la trucada dels seus amors, que encara no han trucat. Apareix en Jota a escena jugant amb cartes i "venent" amor a aquestes dones (Venc amor).

Companyia de "T'odio, amor meu"

L'Emma li explica al seu marit que una amiga escultora, la Sissi, l'ha convidada a anar a casa seva el mateix dia que una actriu que ella admira molt, la Lily, però ell no li fa cas. L'endemà, ella arriba a casa de la seva amiga, que acaba de modelar una figura abstracta sobre Eva. Ella li confesa que la Lily sempre ha tingut problemes amb els homes i que segurament està malament per això. la Lily comença a interrogar a l'Emma sobre el seu matrimoni fins a acabar tenint un espasme. Ella s'excusa dient que són gasos i que té problemes d'estómac. Li demana a la Sissi que li posi una copa com a remei i a mesura que va bevent, comença a divagar. Segueix bevent i, quan l'Emma comença a marxar, l'adverteix que cuidi el seu amor abans no sigui massa tard.
L'Edie retirat apareix a escena amb un altre home, intentant oblidar del que li ha dit el seu marit (Això em va bé).
Dues dones parlen per telèfon sobre el matrimoni que es divorcia. L'Emma i l'Òscar apareixen a casa, i tenen una conversa banal, amb els personatges dirigint els seus pensaments al públic, preocupats mentre veuen com es distancien cada cop més i més a causa de la rutina dins la intimitat. Ella vol mantenir una conversa interessant amb ell i sortir de la rutina, però no aconsegueix trobar el tema. Ell, però, prefereix quedar-se a casa, dins la rutina.
Les dones del telèfon segueixen esperant la trucada del seu amant. Finalment, la companyia es despedeix del públic amb "Això és el que hi ha".

## Números musicals
| Acte 1 - "Et porto sota la pell" - Mona - "T'odio, amor meu" - Eddie i Mona - "Tu ho ets tot" - Òscar i Emma - "Miss Otis ha dit" - Orquestra - "Sóc un gigoló" - Jota - "Des d'aquest moment" - Eddie i Mona - "Cada cop que em dius adéu" - Eddie - "Au, fem-ho!" - Companyia | Acte 2 - "Dia i nit" - Eddie - "Tant d'amor" - Sissi - "No és bo per mi" - Amic - "Tota la nit" - Mona - "Venc amor" - Jota - "Això em va molt bé" - Eddie - "Això és el que hi ha" - Companyia |

## Repartiment
|        | Barcelona       | Madrid          |
| ------ | --------------- | --------------- |
| Mona   | Carme Cuesta    | Carme Cuesta    |
| Sissi  | Mont Plans      | Mont Plans      |
| Lily   | Montse Pérez    | Montse Pérez    |
| Emma   | Victòria Pagès  | Victòria Pagès  |
| Edie   | Nina            | Nina            |
| Soldat | Pep Anton Muñoz | Pep Anton Muñoz |
| Amic   | Pep Anton Muñoz | Pep Anton Muñoz |
| Òscar  | Òscar Mas       | Òscar Mas       |
| Jota   | Carlos Gramaje  | Carlos Gramaje  |